# Terni (provincie)
De provincie Terni is gelegen in de Midden-Italiaanse regio Umbrië. Ze grenst in het oosten aan de provincie Viterbo (Lazio), in het noorden aan de provincie Perugia en de Toscaanse provincie Siena, in het zuiden grenst ze aan de provincie Rieti (Lazio)
Terni is een van de twee provincies van de regio Umbrië en ligt in het heuvelachtige centrale deel van Italië. De provincie is ontstaan in 1927 als afsplitsing van de provincie Perugia. Het gebied rondom de moderne hoofdstad Terni behoort tot de meest geïndustrialiseerde delen van centraal Italië. In de Tweede Wereldoorlog is de hoofdstad grotendeels verwoest door 108 bombardementen. Iets van oosten van Terni liggen de enorme kunstmatige watervallen Cascate delle Marmore, die niet altijd stromen, maar alleen op vaste tijden in het weekend en op feestdagen.
Van de kunststeden is Orvieto de belangrijkste. De stad verheft zich op een vulkanisch plateau 300 meter boven het omringende landschap. De Duomo behoort tot de grootste van de Italiaanse romaans-gotische kerken en heeft een rijk versierde façade. Andere bezienswaardige plaatsen zijn: Narni, Acquasparta, Stroncone en Porano die alle vier goed bewaarde middeleeuwse kernen hebben. De rivier de Tiber (Tevere) is op twee plaatsen gestuwd waar de meren Lago di Corbaro en Lago di Alviano zijn ontstaan. Bij de plaats Avigliano Umbro, iets ten westen van Montecastrilli ligt het gefossiliseerde woud Dunarobba.

## Belangrijke plaatsen
- Terni (103.964 inw.)
- Orvieto (20.692 inw.)
- Narni (19.725 inw.)

## Afbeeldingen

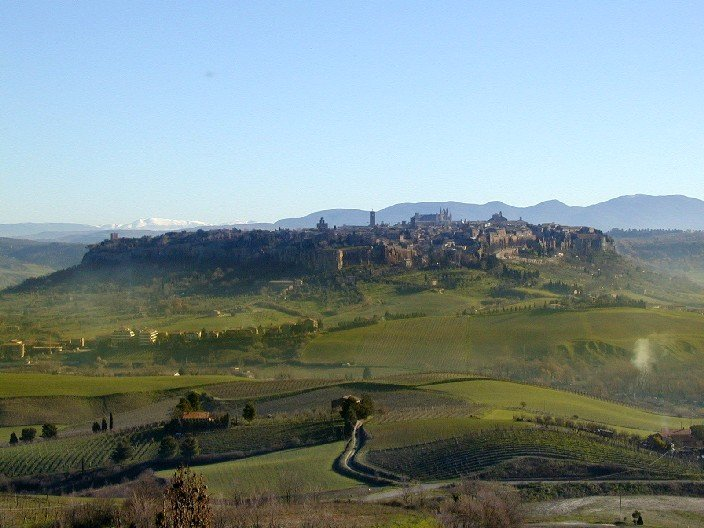
Orvieto
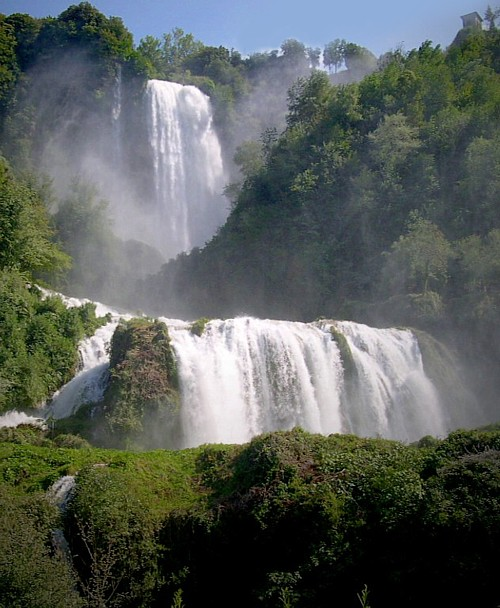
Marmore